# NGC 4754
NGC 4754 je lečasta galaksija, ki je od nas oddaljena 53 milijon svetlobnih let v ozvezdju Device. NGC 4754 je odkril astronom Wiliam Herschel 15. marca 1784. Skupaj z NGC 4762 na robu oblikuje neaktiven par. NGC 4754 je članica Jate v Devici.

1. 1 2 3 4 5 6 7 8  »NASA/IPAC Extragalactic Database«. Results for NGC 4754. Pridobljeno 20. septembra 2017.
2. ↑  »Your NED Search Results«. ned.ipac.caltech.edu. Pridobljeno 20. septembra 2017.
3. ↑  Rojas, Sebastián García. »Galaxy NGC 4754 - Barred Lenticular Galaxy in Virgo Constellation · Deep Sky Objects Browser«. DSO Browser (v angleščini). Arhivirano iz prvotnega spletišča dne 25. septembra 2017. Pridobljeno 20. septembra 2017.
4. ↑  »New General Catalog Objects: NGC 4750 - 4799«. cseligman.com (v ameriški angleščini). Pridobljeno 25. septembra 2017.
5. ↑  »Detailed Object Classifications«. ned.ipac.caltech.edu. Pridobljeno 25. septembra 2017.
6. ↑  »Object of the Week May 18, 2014 The Flattest Galaxy NGC 4762«. www.deepskyforum.com (v angleščini). Pridobljeno 25. septembra 2017.
7. ↑  »APOD: 2005 May 12 - Stars, Galaxies, and Comet Tempel 1«. apod.nasa.gov. Pridobljeno 25. septembra 2017.